# Mario Bros.
Mario Bros. este un joc video apărut în anul 1983, disponibil atât în varianta Arcade (cabină de joc ce funcționa cu monezi) cât și pe consola de jocuri video pe televizor numită simplu Nintendo sau NES (Nintendo Entertainment System). Acesta este de fapt și primul joc în care Mario este prezentat cu acest nume, dacă se ține cont de faptul că jocul de debut al acestui personaj cheie îl constituie în fapt un altul și anume Donkey Kong, unde primește un rol secundar sub numele de „Jumpman”, scopul jocului fiind acela de a-și salva prietena pe nume Pauline, care fusese răpită de către gorila Donkey Kong.
Revenind la Mario Bros. este necesar de precizat faptul că prin intermediul acestui joc se conturează însăși identitatea lui Mario. Acesta este prezentat ca fiind un instalator cu origini italo-americane care, împreună cu fratele său mai mare pe nume Luigi, primește misiunea de a elimina toate creaturile ce bântuie prin sistemul de canalizare al orașului New York.
Cele două personaje, Mario și Luigi, trebuie așadar să afle ce anume se petrece în sistemul de canalizare de sub orașul New York, întrucât un număr tot mai mare de creaturi suspecte își fac apariția în acest loc. Fiecare planșă de joc are ca scop eliminarea tuturor acestor oponenți sau inamici. Tot aici trebuie precizat și faptul că mecanica jocului permitea doar deplasări liniare și sărituri în cazul celor două personaje.

## Prezentarea jocului
O planșă de joc tipică pentru Mario Bros. este reprezentată dintr-un număr de platforme suspendate pe care se deplasează oponenții, patru guri de țevi situate în toate cele patru colțuri ale ecranului prin care creaturile își fac apariția sau dispar și un „bloc” inscripționat cu „POW”, situat central chiar deasupra nivelului cel mai de jos al planșei, marcat de un zid format din blocuri de cărămizi.
Fiecare planșă de joc oferă posibilitatea atât jucătorilor cât și inamicilor să folosească extremitățile ecranului pentru a dispărea și apărea din nou în partea opusă.
Întrucât la data lansării acestui joc, Mario si Luigi nu aveau posibilitatea de a sări pe un oponent pentru a-l distruge și nici nu primiseră posibilitatea de a trage cu bile de foc, singura modalitate prin care se  putea elimina un inamic presupunea mai întâi efectuarea unei sărituri de dedesubtul platformei pe care acesta mergea pentru ca, datorită forței aplicate, platforma să se onduleze în sus, iar inamicul să fie aruncat în aer și să cadă apoi pe spate. Un inamic astfel rostogolit putea fi apoi eliminat definitiv doar printr-o simplă trecere în viteză peste el. Această trecere trebuie însă să urmeze cât de rapid posibil întrucât un oponent rostogolit se va pune pe picioare din nou după o scurtă perioadă de timp.
După înlăturarea fiecărui inamic în parte jucătorul este răsplătit cu un număr de puncte, număr ce poate fi sporit mai apoi în cadrul planșelor de tip bonus pe măsură ce se avansează către nivele superioare.
Fiecare nivel din cadrul jocului are un număr fix de oponenți care trebuie înlăturați. Ultimul rămas va fi întotdeauna ușor de recunoscut datorită faptului că acesta își va schimba rapid culoarea și, de asemenea, se va deplasa mult mai rapid.
Blocul marcat cu POW se dovedește a fi de mare ajutor întrucât lovirea acestuia va produce un cutremur pe ecran și va rostogoli pe spate toți inamicii ce se vor regăsi mergând pe platformele suspendate sau pe zidul de cărămidă din partea de jos a ecranului. POW-ul poate fi folosit doar de trei ori în cadrul fiecărui nivel de joc.
Oponenții sunt de patru feluri, fiecare dintre ei având un comportament diferit în ceea ce privește modul în care pot fi distruși, unii dintre ei necesitând două lovituri aplicate de dedesubtul platformei pe care merg pentru a fi rostogoliți. Trebuie precizat aici totodată și faptul că jocul include și o serie de alte obstacole prezente sub forma unor mingi de foc ce zboară pe ecran în diferite direcții și care necesită a fi evitate cu orice preț întrucât nu există nicio modalitate de a le stopa.
De asemenea mai trebuie notat și faptul că unii oponenți pot transforma platformele suspendate într-unele de gheață ce devin foarte alunecoase, făcând orice deplasare mult mai greu de controlat pentru Mario sau Luigi.
Pe măsură ce se avansează în cadrul jocului, nivelul de dificultate crește de asemenea prin modificarea comportamentului mingilor de foc dar și datorită apariției unor țurțuri de gheață ce se formează sub platformele suspendate și care ulterior vor cădea aleatoriu.
Jocul Mario Bros. a fost creat de către japonezii Shigeru Miyamoto și Gunpei Yokoi, cei doi participând de asemenea și la realizarea jocului Donkey Kong. Conceptul de a lovi adversarii de dedesubt a fost sugerat de către Yokoi și întrucât planșele de joc erau formate din mai multe platforme suspendate poziționate una deasupra celeilalte acest lucru s-a dovedit o idee foarte bună.
De la lansare și până în prezent Mario Bros. a fost portat pe diferite alte console video existente pe piață, printre care versiunea pentru Commodore 64 sau C64 așa cum este cunoscut mai bine în România, Atari 2600, Atari 5200, ZX Spectrum, Apple II computer etc. De curând este disponibil și în varianta „Virtual Console” pentru Nintendo Wii și Wii U.